# Bifenyl-2-ol
Bifenyl-2-ol (IUPAC-naam) of 2-fenylfenol is een organische verbinding die bestaat uit fenol met in de ortho-positie een fenylgroep. Het is een witte tot lichtpaarse, kristallijne vaste stof. Het is een biocide die werkzaam is tegen vele micro-organismen.

## Synthese
Bifenyl-2-ol kan op verschillende manieren bereid worden. De meest gebruikte is door de reactie van chloorbenzeen met natriumhydroxide bij hoge temperatuur en druk.

## Toepassingen
Bifenyl-2-ol wordt gebruikt in desinfecterende middelen en als fungicide voor het bewaren van citrusvruchten na de oogst. Het wordt over de schil van de vruchten verstoven om ze te beschermen tegen schimmels en bacteriën.
De stof was hiervoor in de Europese Unie oorspronkelijk ingedeeld als voedingsadditief met E-nummer E231. Maar ze is uit de lijst van E-nummers verwijderd door Richtlijn 2003/114/EG omdat ze een gewasbeschermingsmiddel is, waarvoor Richtlijn 91/414/EG van toepassing is (hetzelfde geldt voor de verwante stoffen bifenyl en natriumorthofenylfenol).
Op 17 december 2009 heeft de Europese Commissie bifenyl-2-ol opgenomen in de lijst van toegelaten gewasbeschermingsmiddelen bij Richtlijn 91/414/EG. De toelating geldt ook voor de zouten van de stof, waaronder het natriumzout natrium-2-fenylfenolaat dat dezelfde toepassingen heeft. Het zout heeft technisch het voordeel dat het beter in water oplosbaar is dan de bifenyl-2-ol zelf.
Bifenyl-2-ol wordt ook als conserveermiddel toegevoegd aan andere producten, zoals verfstoffen, metaalbewerkingsvloeistoffen, sommige cosmetische producten (bv. deodoranten), huishoudelijke schoonmaakmiddelen enz. Het wordt ook op versgekapt hout aangebracht.
Het is verder nog een intermediaire stof bij de synthese van andere stoffen onder meer vlamvertragers en kleurstoffen.
Natriumorthofenylfenol, het natriumzout van Bifenyl-2-ol wordt gebruikt als voedingsadditief (E232).
Het wordt gebruikt onder meer gebruikt om de houdbaarheid van citrusvruchten te beïnvloeden.

## Eigenschappen
Bifenyl-2-ol is slechts weinig oplosbaar in water, maar wel goed oplosbaar in vele organische oplosmiddelen en oliën. Het natriumzout is wel goed oplosbaar in water.
Bifenyl-2-ol kan irritatie veroorzaken van de ogen en de luchtwegen. Het natriumzout is een corrosief voor huid en ogen. Beide zijn schadelijk bij inslikken.
De stof is zeer acuut toxisch voor waterorganismen, vooral algen.